# 玛丽安娜·诺斯
玛丽安娜·诺斯（英語：Marianne North，1830年10月24日—1890年8月30日）为英国博物学家及植物学插画家。